# Nederpop

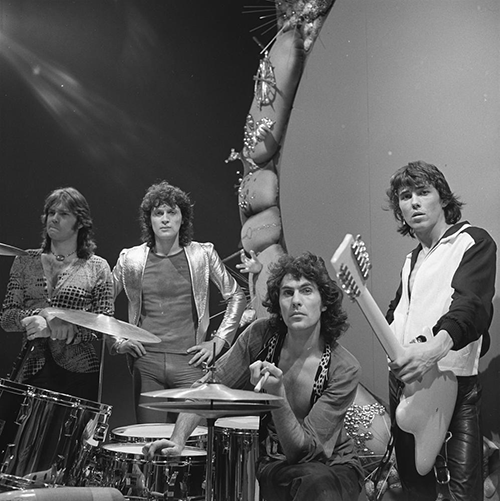
Golden Earring (1974)

Nederpop ist ein Sammelbegriff für niederländische Popmusik und ihre Interpreten. Bestehend aus der Silbe „Neder“, was für die Niederlande (Nederland) steht und „Pop“ für Popmusik.

## Entstehung
Ende der 1950er Jahre erfreute sich Rock ’n’ Roll bei einem jugendlichen Publikum großer Beliebtheit. Elvis Presley war im Begriff das erste echte Pop-Idol zu werden. In den Niederlanden entstand zu dieser Zeit der Indorock, eine Musikbewegung, die sich auf die Regionen Den Haag und Rotterdam konzentrierte und von Musikern begründet wurde, die aus der ehemaligen Kolonie Niederländisch-Indien stammen. Die Tielman Brothers aus Breda waren ab 1958 die Trendsetter. Darüber hinaus gab es erfolgreiche Bands wie The Real Room Rockers, Oety & his Real Rockers, The Black Dynamites, The Hot Jumpers, Electric Johnny and his Skyrockets, The Rollers oder The Fire Devils. Andere niederländische Gitarrengruppen wie Willy and his Giants, René and The Alligators und The Jumping Jewels wurden hauptsächlich von der instrumentalen Rockmusik der englischen Shadows und den US-amerikanischen Ventures beeinflusst. Sie waren die Inspiration für die späteren Beatgruppen (z. B. The Haigs, Golden Earring(s) und The Motions). Andere für niederländische Verhältnisse bekannte und berühmte Beatgruppen waren The Ro-d-ys, The Buffoons, The Cats, The Shoes, The Hunters, The Outsiders, Brainbox, Shocking Blue, Sandy Coast, Rob Hoekes R&B Group, Ekseption, die Bintangs, Time Bandits und Tee Set. Shocking Blue hatte sogar einen Welthit mit Venus, wogleich Golden Earring ebenfalls einen mit Radar Love hatten. Ebenso die Cats mit One Way Wind.

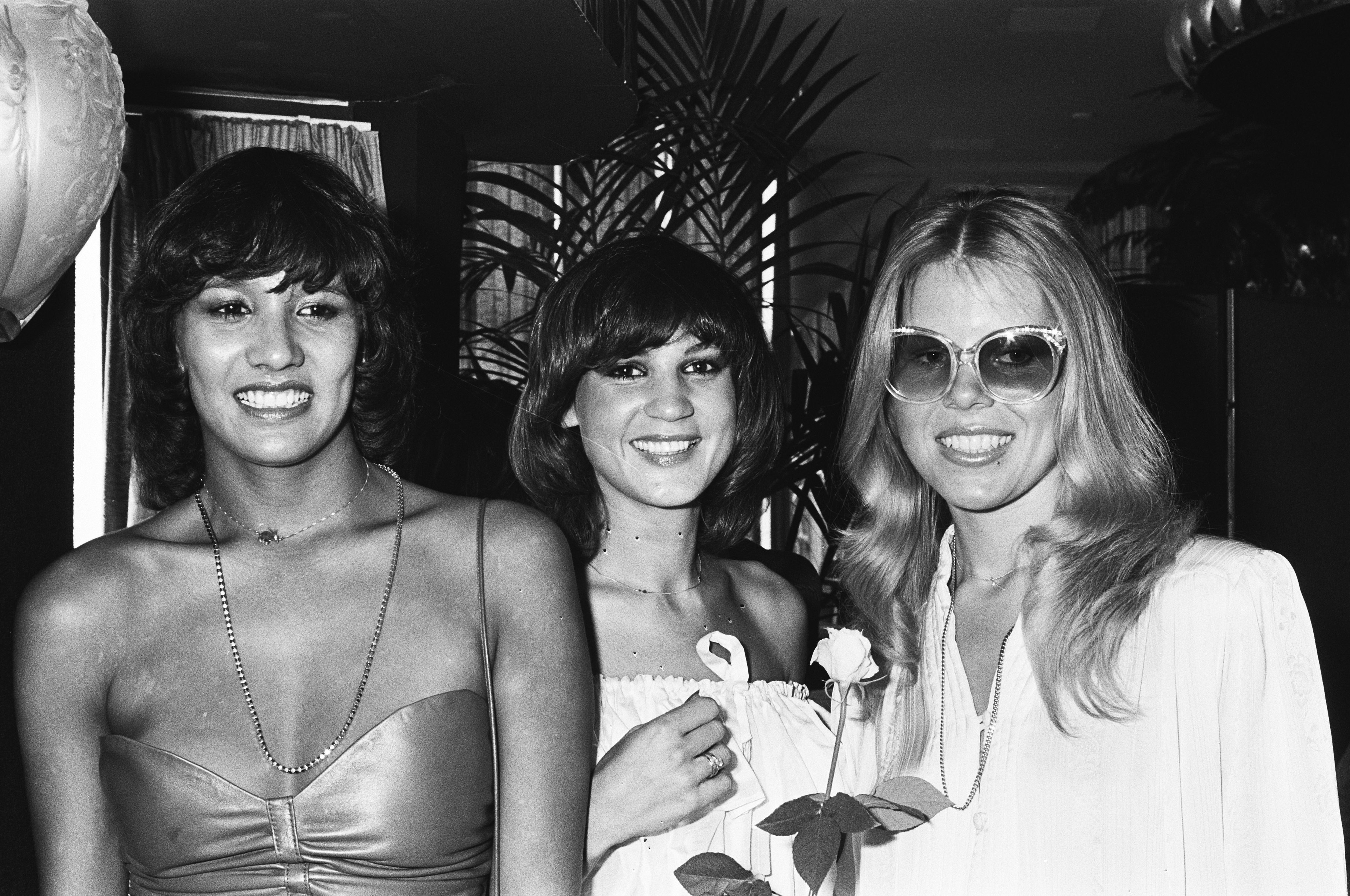
Luv’ 1979

Der erste große niederländische Rock ’n’ Roll-Hit kam von Peter [Koelewijn] and his Rockets aus Eindhoven: Kom van dat dak af. In den 1960er Jahren erlebte der Nederpop mit der Beatmusik eine große Blüte. Im Radio und Fernsehen gab es spezielle „Teenie-Shows“, in denen die erfolgreichen Bands auftraten und die Top 40 von Radio Veronica, die über die Verkaufszahlen der Beatplatten berichteten.
Auch der Blues gewann in den Niederlanden viel Zuspruch durch die Band Cuby + Blizzards. Sie produzierten einige Alben und hatten auch Singles in den Top 40. In Deutschland waren sie ebenfalls populär und zogen auch die Aufmerksamkeit von Bluesgrößen wie John Mayall auf sich. Aus Den Haag kamen zudem die Gruppe Livin’ Blues.
Schon aus dieser Anfangszeit stammen zwei Künstler, die auch durchgehend bis heute ein beständiger Faktor der niederländischen Popmusik sind: Boudewijn de Groot und Rob de Nijs. De Nijs hatte auch noch 1996 einen Nummer 1-Hit mit Banger hart und Boudewijn de Groot veröffentlichte 2005 ebenfalls einen Charterfolg, Avond.

## Die 1970er Jahre
Nach dem Beat entstand eine ganz andere Strömung in der Popmusik: der symphonische oder Progressive Rock, mit Vertretern wie Alquin, Supersister, Focus, Earth & Fire oder Kayak. Auch die Gruppe BZN aus Edam-Volendam ist zu nennen. Das TV-Popmusikformat 'Toppop' wurde bei jungen Zuschauern sehr populär und viele Diskotheken eröffneten.
Die zweite Hälfte der 1970er Jahre dominierte zwar das Musikgenre Disco, aus den Niederlanden mit u. a. Luv’, Dolly Dots. Babe oder George Baker Selection vertreten, dennoch wussten sich Bands wie Golden Earring, Earth & Fire, Gruppo Sportivo, Teach-In, BZN, Pussycat, Ferrari und Champagne zu behaupten. Ein auffallende Erscheinung in der niederländischen Musiklandschaft war das Auftreten der bald recht erfolgreichen Gelderländer Band Normaal, die Rockmusik mit dem niederländischen Dialekt des Achterhoek kombinierte.
Die Punkrevolte, die ab 1976 von England ausging, fand seinen Weg auch in die Niederlande. So gab es hier bald Punkbands wie Ivy Green, gegründet 1975 (ihr Debütalbum Ivy Green wurde in den Niederlanden ein Klassiker des Genres) oder die Amsterdamer Bands Soviet Sex (mit Maarten van der Ploeg) und The Ex. Die Groninger Boegies (1978–1990) boten Fun-Punk mit verrückten Texten und Kapriolen mit ihrem Sänger Piepke. Und die Vopo’s aus Meppel, die seit ihrer Gründung 1978 einigen Erfolg hatten und sogar im Vorprogramm der U.K. Subs auftraten. Heideroosjes ist eine weitere bekannte niederländische Punkband, die erst spät, 1989, die Bühnen betrat.
Ein europäischer Nummer-eins-Hit der 1970er Jahre gelang ganz zu Ende des Jahrzehnts der Popgruppe Earth & Fire mit dem Titel Weekend.

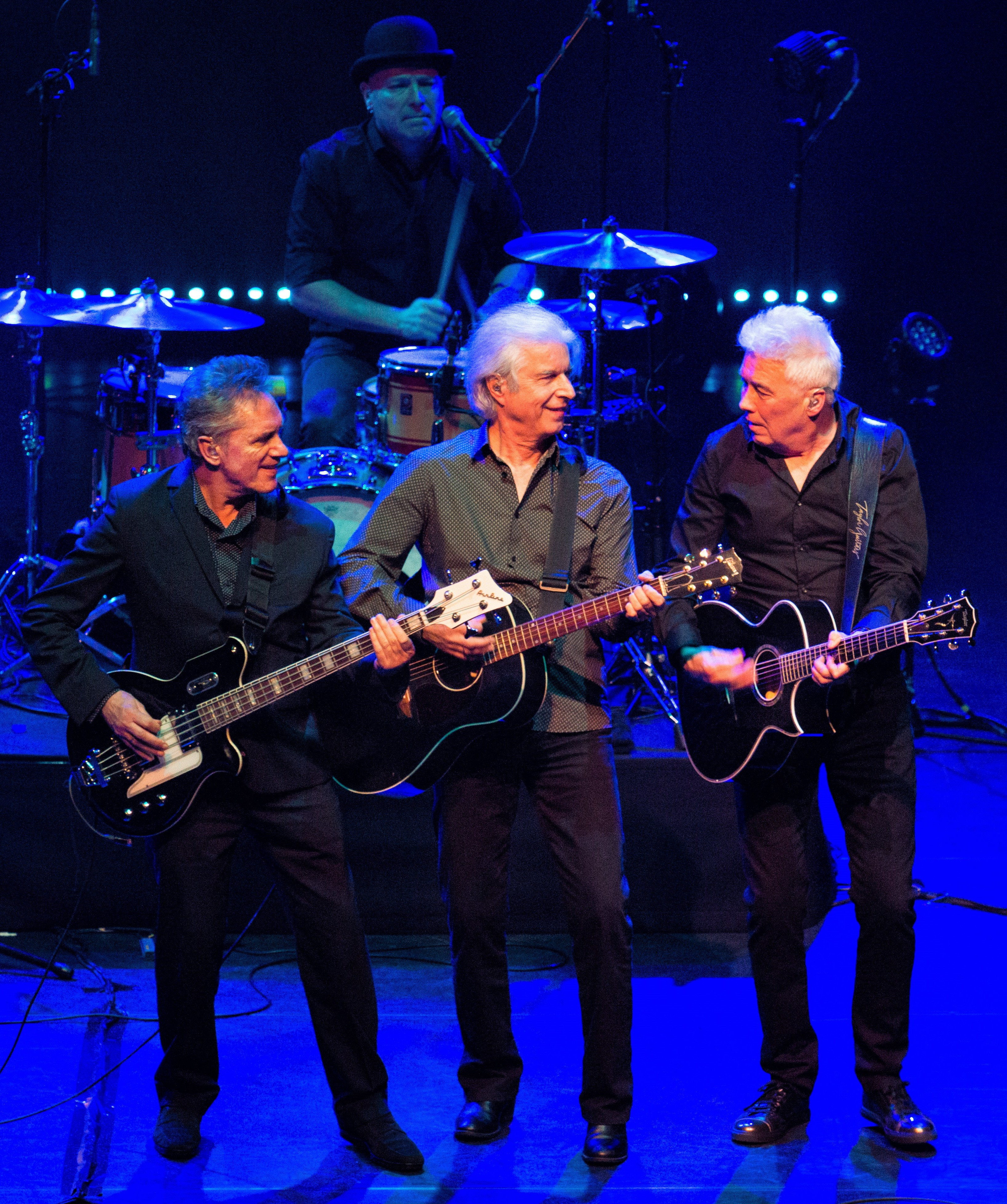
Henny Vrienten (Doe Maar), George Kooymans (Golden Earring) und Boudewijn de Groot, 2016

## 1980er Jahre
Der große (kommerzielle) Erfolg der Ska-Band Doe Maar begann in den 1980er Jahren und führte zu einer Wiederbelebung niederländischer Popmusik und zur Gründung neuer niederländischsprachigen Gruppen wie Toontje Lager, Frank Boeijen Groep, Noodweer und Het Goede Doel. Später folgten VandenBerg des Gitarristen Adje van den Berg. und Vengeance, Picture oder Helloïse. Währenddessen veränderte sich die Rockmusik hin zum Hardrock. Die Brüder Alex und Edward van Halen emigrierten 1962 mit ihren Eltern in die USA (Los Angeles) und gründeten später die Hardrockformation Van Halen. Auch wenn sie englisch sangen, hatten sie vornehmlich in den Niederlanden eine große Anhängerschaft.
Die Texte waren tiefgehend, etwa mit Themen wie Heroinsucht, Rassismus oder die Angst vor einem Atomkrieg. Damit unterschieden sie sich von den Texten der meisten Songs, die in den Charts standen. Das Lied „Over de muur“ von Klein Orkest ist das vielleicht bekannteste Beispiel dafür. Es wurde auf dem Höhepunkt der „Hollanditis“, geschrieben, buchstäblich am Vorabend der großen Friedensdemonstration am 29. Oktober 1983 auf dem Malieveld in Den Haag.
Rockbands, die sich an ein gesetzteres Publikum wandten, waren ebenso erfolgreich, so De Dijk, The Scene oder Tröckener Kecks.
In der zweiten Hälfte dieses Jahrzehnts trat als Reaktion auf computergenerierte Musik und dem House das Phänomen der Nostalgie gegenüber der Popmusik der sechziger und siebziger Jahre auf. Dieser Hang zur Vergangenheit drückte sich in den vielen „Beat-Revivals“ aus, die im Land organisiert wurden, in der Aufführung von Popklassikern in (lokalen) [Radio]-Stationen, in den Sendungen über Popkünstler, von denen viele wieder öffentlich auftraten sowie in den enormen Verkaufserlösen der Kompilations-CDs dieser Musiker. Der Stil des Palingsound, gefällige eingängige Musik, vertreten durch BZN, Maribelle oder Jan Smit, jedoch bereits lange zuvor schon von den Cats oder der George Baker Selection gespielt, ist nachgerade in den Niederlanden recht populär.

## 1990er Jahre
In der Folge des Erfolgs der Dialektband Normaal gesellten sich weitere Musikgruppen „aus der Provinz“ dazu, die in ihren Regionaldialekten sangen. Wobei sie durchaus auch landesweit Erfolge hatten. Bekannter wurde auch der Limburger Rowwen Hèze sowie die Gruppe Skik oder Mooi Wark, die jeweils aus der Provinz Drenthe stammen.
Das Musiklabel Excelsior Recordings wurde 1996 in Amsterdam gegründet. Dadurch erhielt die niederländische Independentmusik ein Fundament. Caesar, Daryll-Ann, Johan wurden namhaft im In- und Ausland.

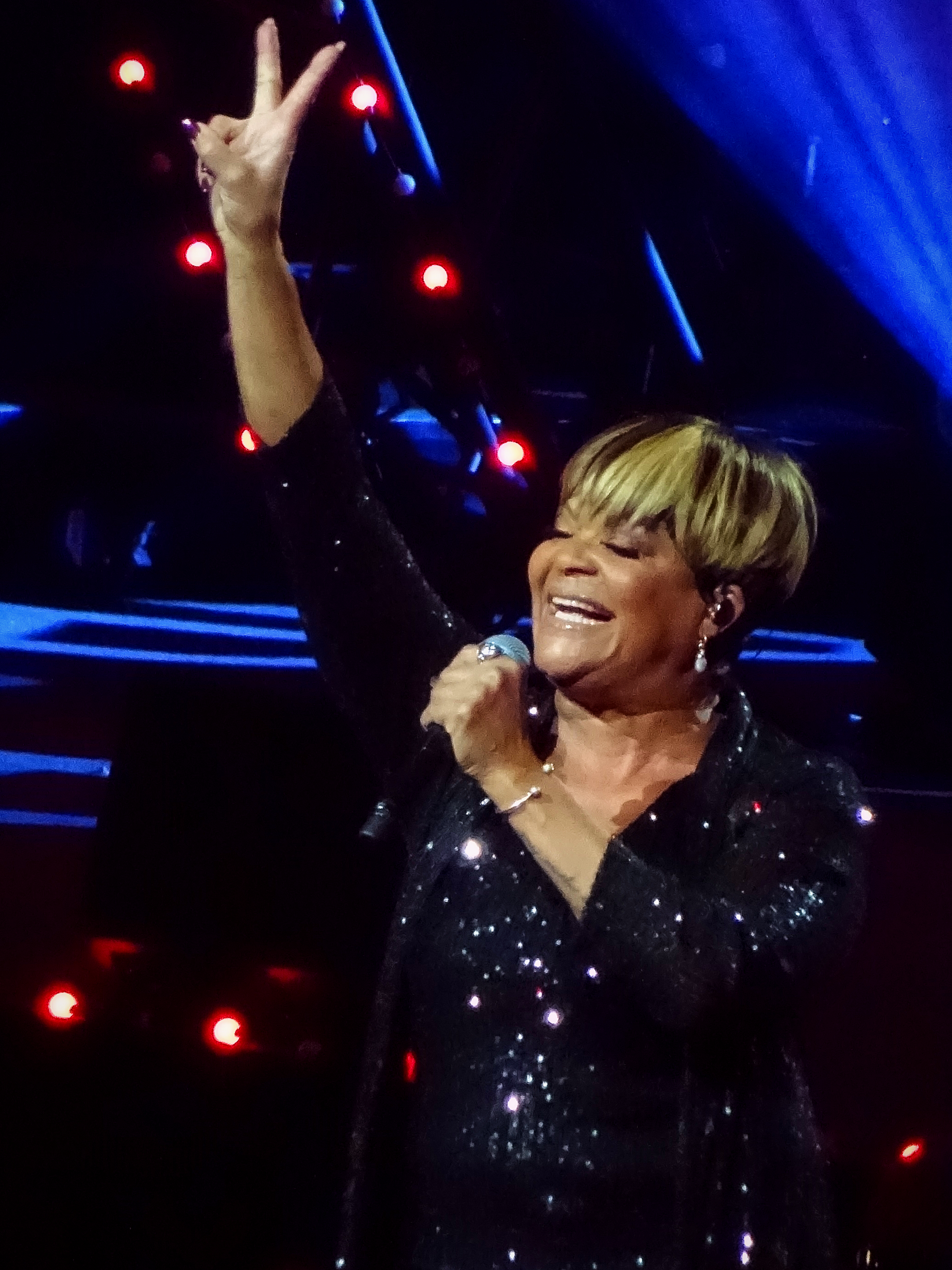
Ruth Jacott, 2019

In der zweiten Hälfte der 90er Jahre erschienen Solokünstler wie Ruth Jacott, Marco Borsato und der auf Englisch singende René Froger. Das Phänomen der „Studentenbands“ zeichnete sich ab mit der Hermes House Band, Van Dik Hout und Guus Meeuwis & Vagant. Daneben hatten Bands wie De Kast, Volumia!, IsOokSchitterend, Acda en De Munnik und auch Bløf großen Erfolg.
Bei Jugendlichen waren die Genres Happy Hardcore und House beliebt. Die Party Animals oder Gabber Piet sind als Künstler hier zu nennen. Namhafte DJs aus den Niederlanden, wie Armin van Buuren u. a. legen europaweit in Clubs und bei Festivals auf.

## 2000 bis heute
Die aus Breda stammende Band Abel war im Jahr 2000 eine erfolgreiche niederländischsprachige Gruppe. Anouk, Kane und DI-RECT folgten. Weiter wurden auch die symphonischen Metalbands The Gathering, Within Temptation, After Forever, Epica und Delain populär, auch über die Landesgrenze hinweg.
Zu Beginn der 2020er Jahre erschien der aus Almere stammende Rapper Ali B auf den Bühnen der Niederlande.

## Förderpreise
- Grote Prijs van Nederland, seit 1983
- Festival Van Eigen Bodem
- Nederpopprijs Van Eigen Bodem, eingeführt 2004
- Zilveren Harp, 1969–2011

## Museen und Bildung
Im musealen Bereich wurden verschiedene Initiativen ergriffen. So gab es die „Stichting Popmuseum“ aus Den Haag, die Ausstellungen zur Popgeschichte organisierte, und PAN (Pop Archive Nederland, später im „National Pop Institute“) begann mit dem Aufbau einer Sammlung. 1994 wurde in Den Haag die Stiftung „Rock 'n Art Hall of Fame“ mit dem Ziel gegründet, ein nationales Popmuseum zu schaffen, in dem die Geschichte der niederländischen Popmusik beleuchtet wird.
Die Fontys Rockacademie wurde 1998 in Tilburg gegründet.